# Trasporti in Guyana
Questa voce raccoglie le principali tipologie di trasporti in Guyana.

## Trasporti su rotaia

### Reti ferroviarie
In totale: 187 km, solo per trasporto merci (minerali) (dati 1996)
- Scartamento ridotto
  - 914 mm: 48 km
- Scartamento normale
  - 1435 mm: 139 km

## Trasporti su strada

### Rete stradale
In totale:  7.970 km (dati 1996)
- asfaltate:  590 km
- bianche:  7.380 km.

### Autolinee
Nella capitale della Guyana, Georgetown, ed in altre zone abitate operano aziende pubbliche e private che gestiscono i trasporti urbani, suburbani ed interurbani esercitati con autobus.

## Idrovie
La nazione dispone di 5.900 km di acque interne; i fiumi Berbice, Demerara ed Essequibo sono navigabili, rispettivamente per 150, 100 ed 80 km (dati 1996).

### Porti e scali
- Bartica, Georgetown, Linden, Guyana e Parika.

## Trasporti aerei
In Guyana sono presenti 51 aeroporti 51 (dati 1999)